# Yani Gellman
Yani Gellman (Miami, Florida; 2 de septiembre de 1985) es un actor estadounidense-canadiense. Conocido por interpretar a Paolo Valisari en Lizzie McGuire: Estrella Pop, a Garrett Reynolds en Lindas Mentirosas y a Diego Flores en 90210.

## Biografía
Yani Gellman nació en Miami, Florida, de padre canadiense y madre australiana. Se llama “Yani” por un amigo de la familia.
Su padre era reportero y su familia se mudó con frecuencia durante la niñez de Gellman, viviendo en Australia, España, y finalmente en Toronto.

## Carrera
Su debut como actor fue en 1998, cuando actuó en la serie canadiense Animorphs. Después de aparecer en varias producciones más de televisión le dieron un papel secundario en las película Urban Legends: Final Cut (2000) y en Jason X (2001). En ambas películas sus personajes fueron víctimas de asesinos en serie.
Gellman se hizo conocido entre la audiencia adolescente después de actuar como Paolo Valisari, un cantante pop italiano, en el 2003 en la película de Lizzie McGuire, The Lizzie McGuire Movie.
También actuó en los episodios de la serie Wild Card y se presentó al casting de una serie canadiense llamada Monster Warriors.
Gellman habla español, lo aprendió durante el tiempo en que vivió en España. Posee un título universitario en ciencias políticas.
Últimamente desempeñó el papel de Garret Reynolds, el policía, en Pretty Little Liars.
Ha actuado en series como 90210 y Criminal Minds.

## Filmografía

### Películas
| Año  | Título                    | Personaje       | Notas                  |
| ---- | ------------------------- | --------------- | ---------------------- |
| 2000 | Urban Legends: Final Cut  | Rob             | Secundario             |
| 2000 | Children of My Heart      | Mederic         | Protagonista           |
| 2001 | Sexo, mentiras y Obsesión | Romeo           | Protagonista           |
| 2001 | Boss of Bosses            | Paul Castellano | Película de televisión |
| 2001 | Jason X                   | Stoney          | Protagonista           |
| 2002 | The Matthew Shepard Story | Pablo           | Protagonista           |
| 2002 | Tru Confessions           | Billy           | Película de televisión |
| 2003 | The Lizzie McGuire Movie  | Paolo Valisari  | Protagonista           |
| 2009 | Degrassi Goes Hollywood   | Hombre          | Secundario             |
| 2013 | The Saint                 | Doyle Cosentino | Película de televisión |
| 2014 | Category 5                | Pete Keller     | Película de televisión |
| 2015 | Trigger Point             | Jared Church    | Película de televisión |
| 2016 | 47 Meters Down            | Louis           | Protagonista           |
| 2016 | The Saint                 | Doyle Cosentino | Película de televisión |

### Series de televisión
| Año         | Título                     | Personaje        | Notas                           |
| ----------- | -------------------------- | ---------------- | ------------------------------- |
| 1998        | Goosebumps                 | Joven            | 2 episodios                     |
| 1998        | Animorphs                  | Brad             | 1 episódio (episódio número 13) |
| 2000        | The Famous Jett Jackson    | Fan              | 1 episodio                      |
| 2001        | Blue Murder                | Patrick Lee      | 1 episodio                      |
| 2002        | Guinevere Jones            | Michael Medina   | 26 episodios                    |
| 2002        | Mentors                    | King Tutankhamen | 1 episodio                      |
| 2003 — 2004 | Wild Card                  | Ryder            | 8 episodios                     |
| 2006 — 2007 | Monsters Warriors          | Antonio          | 32 episodios                    |
| 2007        | Trapped                    | Carlitos         | 1 episodio                      |
| 2008 — 2011 | The Young and the Restless | Rafael Torres    | 86 episodios                    |
| 2009        | Lincoln Heights            | Marco Gutiérrez  | 2 episodios                     |
| 2010        | Greek                      | Pete             | 3 episodios                     |
| 2011 — 2012 | Pretty Little Liars        | Garrett Reynolds | 23 episodios                    |
| 2012        | Pretty Dirty Secrets       | Garrett Reynolds | 2 episodios                     |
| 2012        | 90210                      | Diego Flores     | 7 episodios                     |
| 2012        | The Mentalist              | Julián Gallego   | 1 episodio                      |
| 2012        | Beauty and the Beast       | Sam              | 1 episodio                      |
| 2013        | Criminal Minds             | Mitchell Ruiz    | 1 episodio                      |
| 2013        | C.S.I.                     | Doug Laski       | 1 episodio                      |
| 2013        | The Client List            | Diego Shankman   | 1 episodio                      |
| 2014        | Castle                     | Manny Castro     | 1 episodio                      |
| 2014        | Major Crimes               | Dante Gómez      | 1 episodio                      |
| 2015        | Blood & Oil                | Conductor        | 1 episodio                      |
| 2015        | iZombie                    | Gabriel          | 2 episodios                     |
| 2015        | CSI: Cyber                 | Jackson Richmond | 1 episodio                      |